# 全国橄榄球联盟2024赛季
全国橄榄球联盟2024赛季（2024 NFL season）是美国全国橄榄球联盟（NFL）的第105个赛季。本赛季常规赛于2024年9月5日开始，卫冕超级碗冠军堪萨斯城酋长队在揭幕战中击败巴尔的摩乌鸦队。常规赛定于2025年1月5日结束，季后赛定于1月11日开始。季后赛将以2月9日在路易斯安那州新奥尔良凯撒超级圆顶体育场举行的联盟冠军赛——第五十九届超级碗结束。

## 规则变更
3月25日至26日召开的NFL业主大会批准了2024赛季的一系列规则变更。
- 臀部坠落式擒抱被定为犯规。臀部坠落式擒抱指球员“用双手抓住跑球球员或用双臂抱住跑球球员”[註 1]，然后“利用自身体重旋转和放低臀部和/或下半身，落在跑球球员的膝盖处或膝盖以下处并将其绊住”[註 2]。若防守方犯规，将被处以个人犯规，罚15码，且进攻方自动获得首攻。

## 场馆冠名变更
- 2月28日，华盛顿指挥官队宣布聯邦快遞提前两年结束其联邦快递球场（FedExField）的冠名权协议。[3]球队在寻找新赞助商的同时，将球场临时命名为“指挥官球场”（Commanders Field）。8月27日，指挥官队宣布与西北联邦信用合作社达成赞助协议，体育场更名为“西北体育场”（Northwest Stadium）。[4]

- 9月3日，克利夫兰布朗队宣布与亨廷頓銀行合作，将克利夫兰布朗体育场更名为“亨廷顿银行球场”（Huntington Bank Field）。[5]

## 备注
1. ↑  原文：
2. ↑  原文：